# Taxon monotypique
Taxon monogénérique, taxon monospécifique (ou unispécifique)

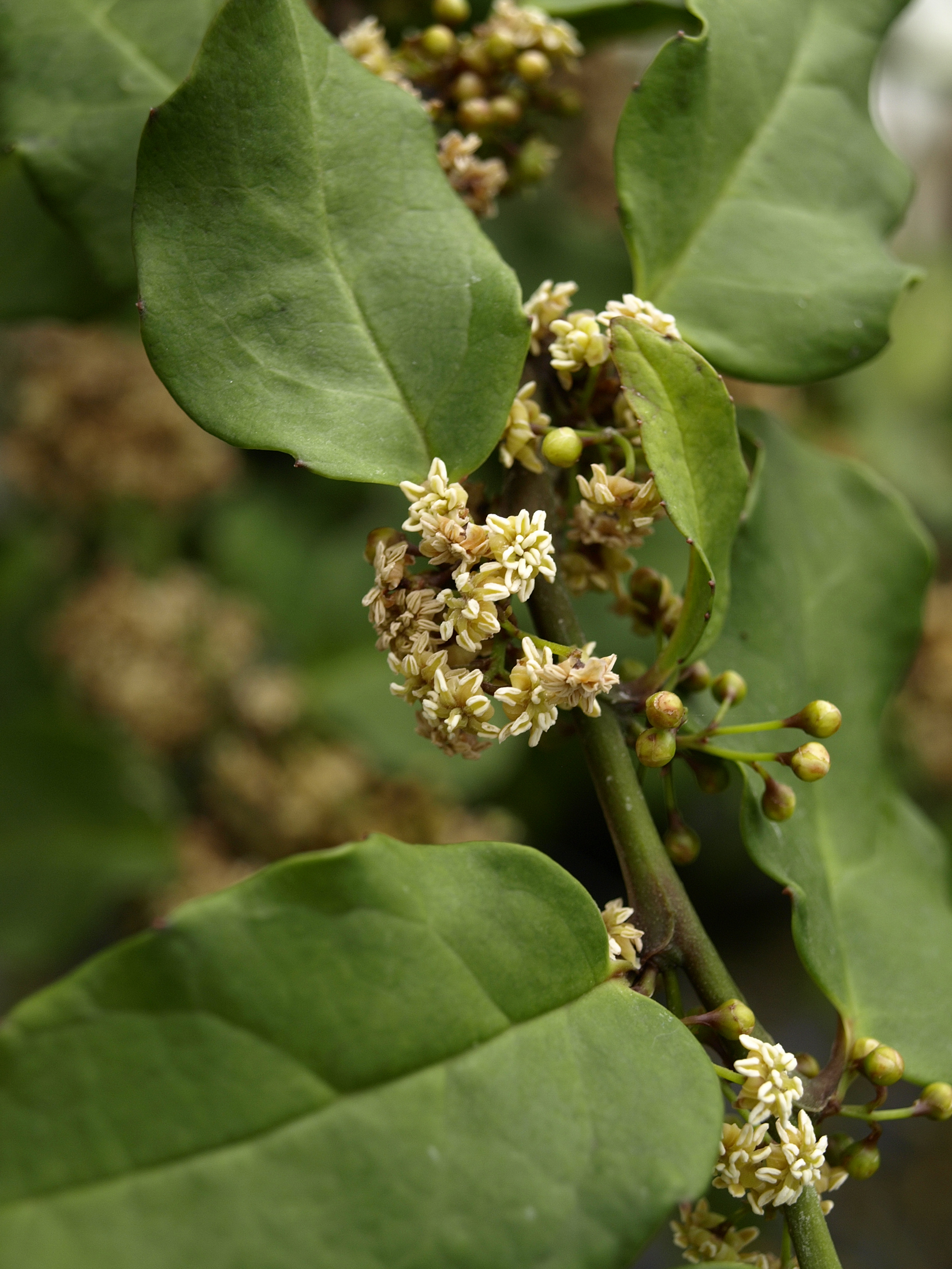
Amborella trichopoda, seule espèce du genre Amborella

Un taxon monotypique est un taxon qui comporte un seul sous-taxon immédiatement subordonné.
Un genre est qualifié de monotypique s'il ne comprend qu'une espèce. Cette espèce est donc le type de son genre. Un tel genre est alors dit unispécifique ou monospécifique. De la même manière, une espèce est dite monotypique si elle ne possède pas de sous-espèce. En général, on n'a établi qu'un seul holotype. Une famille ne comportant qu'un genre, comme les Nepenthaceae ou les Chionididae, est aussi dite monotypique ou, plus précisément monogénérique.

## Exemples
Note : les classifications évoluant sans cesse, les exemples ci-dessous sont susceptibles de ne plus être tous des taxons monotypiques à ce jour.
- l'espèce Actophilornis africanus est monotypique parce que sans aucune sous-espèce ;
- genres monospécifiques (ou unispécifiques) :
  - Chamaerops, genre monospécifique car il ne comprend plus que le Palmier nain ;
  - Achimenantha, genre monospécifique car il comprend l'unique espèce Achimenantha naegelioides ;
  - Prohalicore, genre monospécifique car il ne comprend que Prohalicore dubaleni.
- exemples de rangs supérieurs :
  - la sous-famille des Aeluroscalabotinae et le genre Aeluroscalabotes sont monotypiques (et monospécifiques), avec une unique espèce, Aeluroscalabotes felinus ;
  - l'ordre des Amborellales est monotypique, de même que la famille des Amborellaceae, qui n'admet qu'un seul genre, Amborella, lui-même monospécifique avec Amborella trichopoda comme unique espèce admise ;
  - l'ordre des Selaginellales est monotypique, de même que la famille des Selaginellaceae qui n'admet plus actuellement qu'un seul genre, Selaginella.

Par opposition, un taxon qui regroupe plusieurs sous-taxons est qualifié de « polytypique ».
Exemple de taxon polytypique :
- Ginkgo, avec sa seule espèce vivante Ginkgo biloba, semble monotypique. Mais en fait, il existe de nombreuses espèces fossiles de Ginkgo. Ginkgo est donc polytypique.